# Craugastor stadelmani
Craugastor stadelmani là một loài ếch trong họ Leptodactylidae. Chúng là loài đặc hữu của Honduras.
Các môi trường sống tự nhiên của chúng là các khu rừng vùng núi ẩm nhiệt đới hoặc cận nhiệt đới và sông. Loài này đang bị đe dọa do mất môi trường sống.